# Rozenburg
Rozenburg este o comună și o localitate în provincia Olanda de Sud, Țările de Jos. Comuna ocupă teritoriul unei foste insule de la vărsarea râului Maas fiind actualmente înconjurată de instalațiile portuare ale portului Rotterdam.